# دالن (زاکسن)
شهر دالن در ایالت زاکسن در کشور آلمان واقع شده است.